# Katzenthal (Affing)
Katzenthal ist ein Gemeindeteil von Affing im Landkreis Aichach-Friedberg, der zum Wittelsbacher Land im Regierungsbezirk Schwaben in Bayern gehört.

## Geographie
Katzenthal hat rund 25 Einwohner und liegt zwischen Affing und Petersdorf an der Staatsstraße St 2035 (Augsburg – Neuburg).

## Geschichte
Um 1220 wird der Weiler Katzenthal erstmals erwähnt, als ein Ritter Heinrich Fuß Besitz in Kazzental an das Kloster Indersdorf überträgt. Eine Urkunde von 1497 bestätigt, dass es sich dabei wahrscheinlich um einen großen Hof gehandelt haben muss. Das Kloster Indersdorf besitzt 1752 noch immer einen kleinen Hof (Gollinggütl genannt). Das Gastlgütl gehörte damals dem Heilig-Geist-Spital in Aichach und das Menter-Gut zur Hofmark Affing. Seit 1660 gehörte der Ort zur Kirchengemeinde Affing, 1804 kam Katzenthal von der Gemeinde Gaulzhofen zu Affing. Im Ort steht die kleine Kapelle St. Valentin.

## Sehenswürdigkeiten

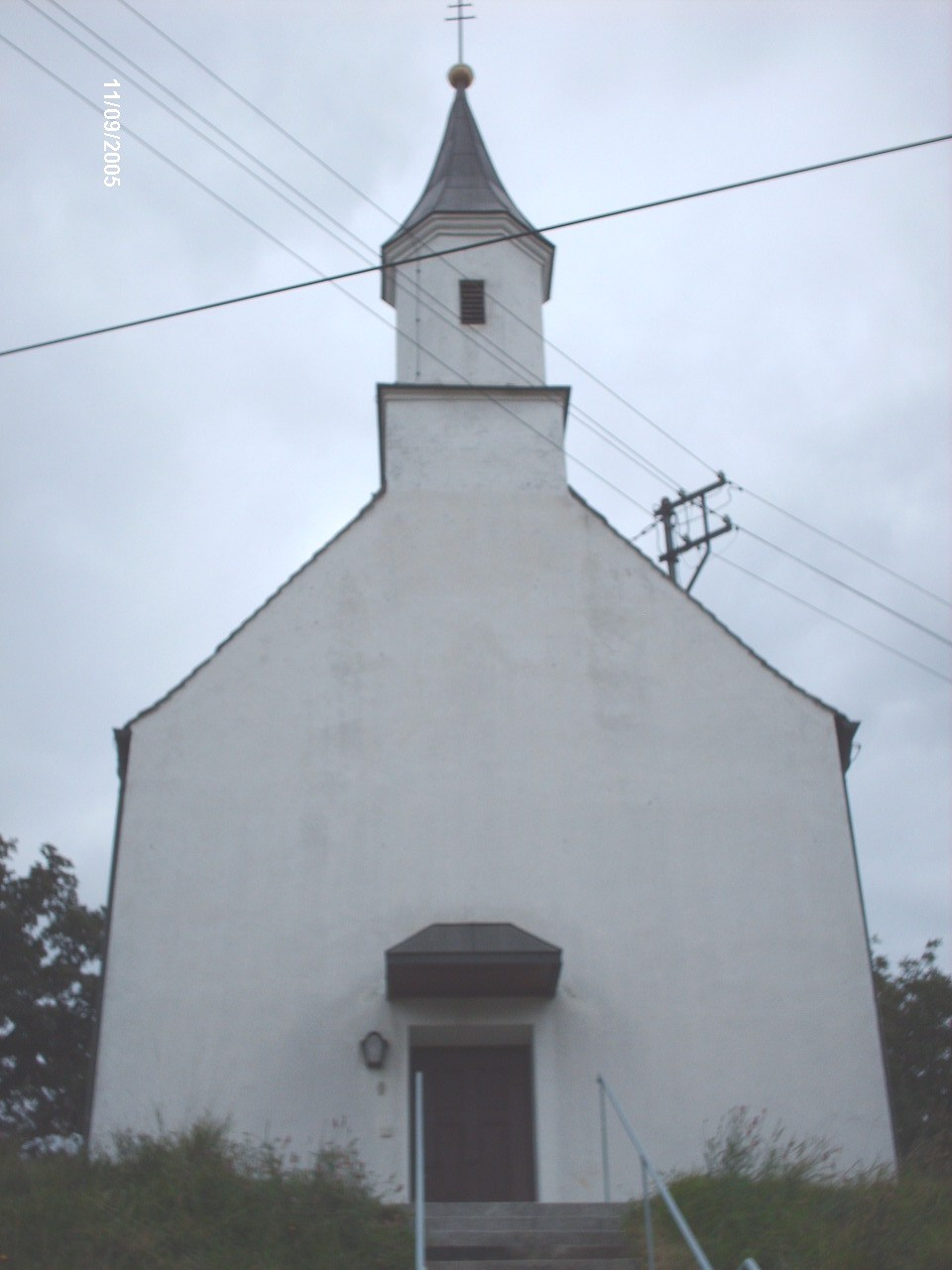
Kapelle St. Valentin

- Katholische Kapelle St. Valentin